# Eliyah Havemann

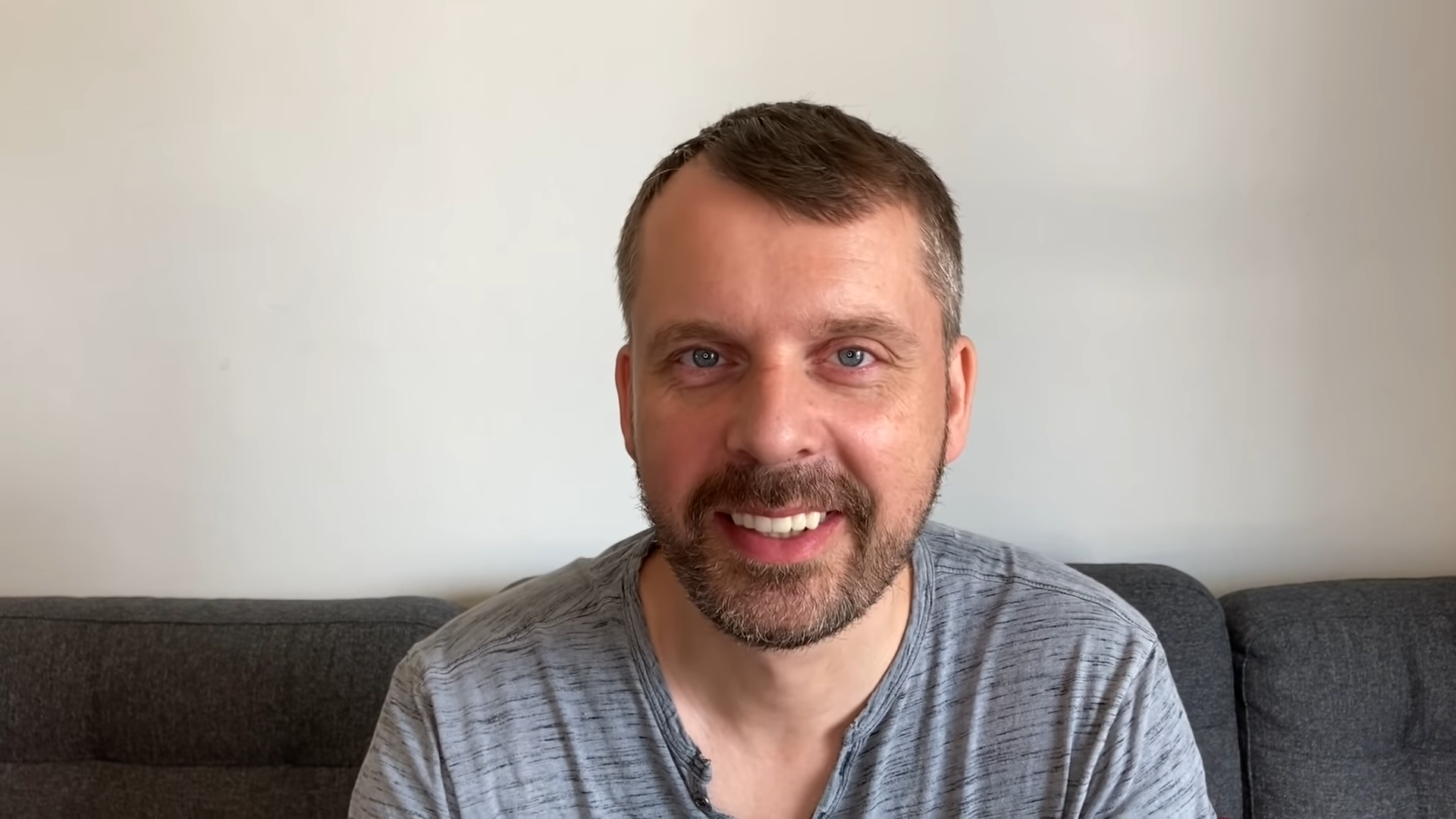
Eliyah Havemann (2020)

Eliyah Felix Havemann (* 8. Mai 1975 in Rüdersdorf) ist ein deutsch-israelischer Autor, Journalist und Produktmanager für Netzwerk- und Securityprodukte.

## Leben
Eliyah Havemann wurde im Berliner Umland geboren, wuchs aber, nachdem seine Mutter Sibylle Havemann, Tochter Robert Havemanns, 1977 nach der Ausbürgerung seines Vaters Wolf Biermann mit ihm die DDR verlassen hatte, in Hamburg, Rheinland-Pfalz und im Elsass auf. Nach Studium und Ausbildung zum Tontechniker in Berlin, lebte er zunächst in Hamburg und wanderte im Jahr 2010 nach Israel aus. Dort arbeitet er als Produktmanager bei einer IT-Firma. Er lebt mit seiner Familie in Ra’anana. Zwischen 2007 und 2009 konvertierte er zum Judentum und lebt heute als moderner orthodoxer Jude.

## Tätigkeit als Autor und Publizist
Eliyah Havemann schreibt über Israel, das Judentum, Antisemitismus und Online-Technologien. Er gehört zum festen Autorenstamm des Blogs Salonkolumnisten und schreibt regelmäßig für das Schweizer jüdische Wochenmagazin Tachles, die Jüdische Allgemeine und andere Medien wie die FAZ.
Im Jahr 2014 veröffentlichte er Wie werde ich Jude?: Und wenn ja, warum?, in dem er, ausgehend von seiner eigenen Konversion zum Judentum, schildert, welche Herausforderungen damit im Alltag einhergehen können. Havemann, der aus einem atheistisch geprägten Umfeld stammt, und sich in seiner Jugend als Außenseiter fühlte, kam über die Beschäftigung mit der eigenen Familiengeschichte und dem Holocaust dazu, sich näher mit dem Judentum auseinanderzusetzen. Seine eigene Einschätzung als Jugendlicher, Deutschland habe den Antisemitismus überwunden, hält er rückblickend für naiv. Sein Buch nennt er eine „Liebeserklärung an das orthodoxe Judentum und das Judentum allgemein.“
Als Teil des Aktionskünstler-Komitees versuchte er im Jahr 2020 die umstrittene, von der Aktionskünstlergruppe Zentrum für politische Schönheit vor dem Berliner Reichstag aufgestellte, angeblich mit Asche von Holocaustopfern gefüllte Stele zu entfernen. Die Stele sollte als Warnung vor einer künftigen Koalition mit der AfD verstanden werden, löste jedoch unter Jüdinnen und Juden Entsetzen aus. Das ZSP übergab die Asche schließlich der Orthodoxen Rabbinerkonferenz für eine Beisetzung.
2021 veröffentlichte er, zusammen mit Marina Weisband, Frag uns doch! Eine Jüdin und ein Jude erzählen aus ihrem Leben. Havemann und Weisband hatten im Herbst 2020 auf Twitter unter dem Hashtag #FragEinenJuden dazu aufgerufen, ihnen Fragen zum Leben als Jude bzw. Jüdin zu stellen. Die fast 500 Fragen beantworten sie in einer Serie von fünf Youtube-Videos. Anschließend fassten sie ihre Antworten – von Weisband aus Sicht einer nicht-religiösen Jüdin in Deutschland, von Havemann aus Sicht eines modern-orthodoxen Juden in Israel beantwortet, in Buchform zusammen. Das Vorwort zu dem Band verfasste der baden-württembergische Antisemitismusbeauftragte Michael Blume.

## Veröffentlichungen
- Stichwort „Zionismus“ in S. Pertsch (Hrsg.), Vielfalt: Das andere Wörterbuch, S. 222–223. Duden, Berlin, 2023, ISBN 978-3-411-75601-8.
- (zusammen mit Marina Weisband): Frag uns doch! Eine Jüdin und ein Jude erzählen aus ihrem Leben. S. Fischer, Frankfurt am Main, 2021, ISBN 978-3-10-397491-1.
- Wie werde ich Jude?: Und wenn ja, warum? Ludwig, München, 2014, ISBN 978-3-453-28059-5.
- Beitrag zu Anna und Susanne Schädlich (Hg): Ein Spaziergang war es nicht: Kindheiten zwischen Ost und West. Heyne, München, 2012, ISBN 978-3-453-20008-1.